# Liste der Träger des Alfred-Nobel-Gedächtnispreises für Wirtschaftswissenschaften

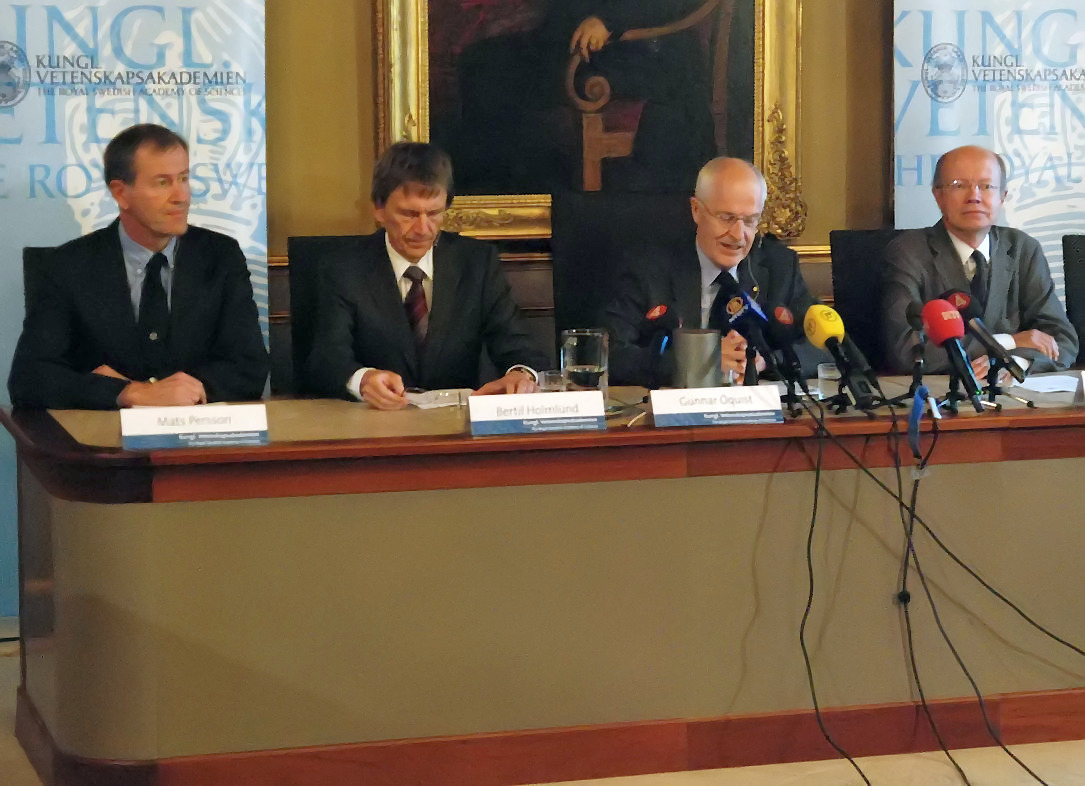
Bekanntgabe des Preisträgers 2008

Der von der Schwedischen Reichsbank gestiftete Alfred-Nobel-Gedächtnispreis für Wirtschaftswissenschaften (schwedisch Sveriges Riksbanks pris i ekonomisk vetenskap till Alfred Nobels minne) ist der renommierteste Preis in den Wirtschaftswissenschaften und wird jährlich vergeben. Da er zusammen mit den Nobelpreisen verliehen wird und mit der gleichen Preissumme dotiert ist, wird er im allgemeinen Sprachgebrauch in der Regel als Wirtschaftsnobelpreis bezeichnet.
Verliehen wurde er zum ersten Mal im Jahr 1969. Er unterscheidet sich von den Nobelpreisen darin, dass er nicht von Alfred Nobel, sondern nachträglich im Jahr 1968 von der Schwedischen Reichsbank anlässlich ihres 300-jährigen Bestehens gestiftet wurde. Es handelt sich also nicht um einen Nobelpreis im ursprünglichen Sinne, sondern um eine Ehrung, die im Gedenken an Alfred Nobel nach den gleichen Kriterien vergeben wird.

## Liste der Preisträger
Diese Liste bietet einen chronologischen Überblick über die Träger des Alfred-Nobel-Gedächtnispreises für Wirtschaftswissenschaften. Eine alphabetische Übersicht bietet die Kategorie Träger des Alfred-Nobel-Gedächtnispreises für Wirtschaftswissenschaften.
| 1960 • 1970 • 1980 • 1990 • 2000 • 2010 • 2020 |

## 1960er Jahre
| Jahr | Person oder Einrichtung         | Land        | Begründung für die Preisvergabe                                                          | Bild          |
| ---- | ------------------------------- | ----------- | ---------------------------------------------------------------------------------------- | ------------- |
| 1969 | Ragnar A. K. Frisch (1895–1973) | Norwegen    | „Für Entwicklung und Anwendung dynamischer Modelle zur Analyse von Wirtschaftsprozessen“ | Ragnar Frisch |
| 1969 | Jan Tinbergen (1903–1994)       | Niederlande | „Für Entwicklung und Anwendung dynamischer Modelle zur Analyse von Wirtschaftsprozessen“ | Jan Tinbergen |

## 1970er Jahre
| Jahr | Person oder Einrichtung             | Land                                                   | Begründung für die Preisvergabe | Bild                    |
| ---- | ----------------------------------- | ------------------------------------------------------ | --- | ----------------------- |
| 1970 | Paul A. Samuelson (1915–2009)       | Vereinigte Staaten                                     | „Für die wissenschaftliche Arbeit, durch welche er die statische und dynamische wirtschaftliche Theorie entwickelte und aktiv zur Hebung des Niveaus der Analyse in den Wirtschaftswissenschaften beitrug“   | Paul A. Samuelson       |
| 1971 | Simon Smith Kuznets (1901–1985)     | Vereinigte Staaten (geb. in Russland)                  | „Für seine erfahrungsmäßig gefundenen Erklärungen von wirtschaftlichem Wachstum, welche zu neuen und vertieften Einsichten in die wirtschaftlichen und sozialen Strukturen und Entwicklungsprozesse führten“ | Simon Smith Kuznets     |
| 1972 | John R. Hicks (1904–1989)           | Vereinigtes Königreich                                 | „Für ihre bahnbrechenden Arbeiten zur allgemeinen Theorie des ökonomischen Gleichgewichts und zur Wohlfahrtstheorie“                                                                                         | John R. Hicks           |
| 1972 | Kenneth Arrow (1921–2017)           | Vereinigte Staaten                                     | „Für ihre bahnbrechenden Arbeiten zur allgemeinen Theorie des ökonomischen Gleichgewichts und zur Wohlfahrtstheorie“                                                                                         | Kenneth Arrow           |
| 1973 | Wassily Leontief (1905–1999)        | Vereinigte Staaten (geb. in München, Deutsches Reich)  | „Für die Ausarbeitung der Input-Output-Methode sowie für ihre Anwendung bei wichtigen wirtschaftlichen Problemen“                                                                                            | Wassily Leontief        |
| 1974 | Gunnar Myrdal (1898–1987)           | Schweden                                               | „Für ihre Pionierarbeit auf dem Gebiet der Geld- und Konjunkturtheorie und ihre tiefgründigen Analysen der wechselseitigen Abhängigkeit von wirtschaftlichen, sozialen und institutionellen Verhältnissen“   | Gunnar Myrdal           |
| 1974 | Friedrich Hayek (1899–1992)         | Vereinigtes Königreich (geb. in Wien, Österreich)      | „Für ihre Pionierarbeit auf dem Gebiet der Geld- und Konjunkturtheorie und ihre tiefgründigen Analysen der wechselseitigen Abhängigkeit von wirtschaftlichen, sozialen und institutionellen Verhältnissen“   | Friedrich Hayek         |
| 1975 | Leonid W. Kantorowitsch (1912–1986) | Sowjetunion                                            | „Für ihren Beitrag zur Theorie der optimalen Ressourcen-Verwendung“ | Leonid W. Kantorowitsch |
| 1975 | Tjalling C. Koopmans (1910–1985)    | Vereinigte Staaten (geb. in 's-Graveland, Niederlande) | „Für ihren Beitrag zur Theorie der optimalen Ressourcen-Verwendung“ | Tjalling C. Koopmans    |
| 1976 | Milton Friedman (1912–2006)         | Vereinigte Staaten                                     | „Für seinen Beitrag zur Verbrauchsanalyse, zur Geldgeschichte und -theorie sowie seine Klarlegung der Komplexität der Stabilisierungspolitik“                                                                | Milton Friedman         |
| 1977 | Bertil Ohlin (1899–1979)            | Schweden                                               | „Für ihre bahnbrechenden Arbeiten auf dem Gebiet der Theorie des internationalen Handels und der internationalen Kapitalbewegung“                                                                            | Bertil Ohlin            |
| 1977 | James Edward Meade (1907–1995)      | Vereinigtes Königreich                                 | „Für ihre bahnbrechenden Arbeiten auf dem Gebiet der Theorie des internationalen Handels und der internationalen Kapitalbewegung“                                                                            | James Edward Meade      |
| 1978 | Herbert A. Simon (1916–2001)        | Vereinigte Staaten                                     | „Für seine bahnbrechende Erforschung der Entscheidungsprozesse in Wirtschaftsorganisationen“ | Herbert A. Simon        |
| 1979 | Theodore W. Schultz (1902–1998)     | Vereinigte Staaten                                     | „Für ihre bahnbrechenden Arbeiten in der Erforschung der wirtschaftlichen Entwicklung, unter besonderer Berücksichtigung der Probleme der Entwicklungsländer“                                                | Theodore W. Schultz     |
| 1979 | W. Arthur Lewis (1915–1991)         | Vereinigtes Königreich (geb. in St. Lucia)             | „Für ihre bahnbrechenden Arbeiten in der Erforschung der wirtschaftlichen Entwicklung, unter besonderer Berücksichtigung der Probleme der Entwicklungsländer“                                                |                         |

## 1980er Jahre
| Jahr | Person oder Einrichtung       | Land                                            | Begründung für die Preisvergabe | Bild              |
| ---- | ----------------------------- | ----------------------------------------------- | --- | ----------------- |
| 1980 | Lawrence Klein (1920–2013)    | Vereinigte Staaten                              | „Für die Konstruktion ökonomischer Konjunkturmodelle und deren Verwendung bei Analysen der Wirtschaftspolitik“                                                                              | Lawrence Klein    |
| 1981 | James Tobin (1918–2002)       | Vereinigte Staaten                              | „Für seine Analyse der Finanzmärkte und deren Auswirkungen auf Ausgabenbeschlüsse und damit auf Beschäftigung, Produktion und Preisentwicklung“                                             | James Tobin       |
| 1982 | George Stigler (1911–1991)    | Vereinigte Staaten                              | „Für seine bahnbrechenden Studien der Funktionsweise und der Strukturen von Märkten sowie der Ursachen und Wirkungen von Regelungen der öffentlichen Hand“                                  |                   |
| 1983 | Gérard Debreu (1921–2004)     | Vereinigte Staaten (geb. in Calais, Frankreich) | „Für die Einführung neuer analytischer Methoden in die volkswirtschaftliche Theorie und für eine rigorose Neuformulierung der Theorie des allgemeinen Gleichgewichts der Märkte“            | Gérard Debreu     |
| 1984 | Richard Stone (1913–1991)     | Vereinigtes Königreich                          | „Für seine bahnbrechenden Leistungen bei der Entwicklung von volkswirtschaftlichen Gesamtrechnungssystemen, wodurch er die Grundlage empirischer Wirtschaftsanalyse radikal verbessert hat“ |                   |
| 1985 | Franco Modigliani (1918–2003) | Vereinigte Staaten (geb. in Rom, Italien)       | „Für seine bahnbrechende Analyse über das Sparverhalten der Finanzmärkte“ | Franco Modigliani |
| 1986 | James M. Buchanan (1919–2013) | Vereinigte Staaten                              | „Für die Entwicklung der kontrakttheoretischen und konstitutionellen Grundlagen der ökonomischen und politischen Beschlussfassung“                                                          | James M. Buchanan |
| 1987 | Robert M. Solow (1924–2023)   | Vereinigte Staaten                              | „Für seine Arbeiten über wirtschaftliche Wachstumstheorien“ | Robert M. Solow   |
| 1988 | Maurice Allais (1911–2010)    | Frankreich                                      | „Für seine bahnbrechenden Beiträge zur Theorie der Märkte und der effizienten Nutzung von Ressourcen“                                                                                       | Maurice Allais    |
| 1989 | Trygve Haavelmo (1911–1999)   | Norwegen                                        | „Für seine Formulierung der wahrscheinlichkeitstheoretischen Grundlagen der Ökonometrie“ | Trygve Haavelmo   |

## 1990er Jahre
| Jahr | Person oder Einrichtung          | Land                                                            | Begründung für die Preisvergabe | Bild                 |
| ---- | -------------------------------- | --------------------------------------------------------------- | --- | -------------------- |
| 1990 | Harry Markowitz (1927–2023)      | Vereinigte Staaten                                              | „Für seine Entwicklung der Theorie der Portfolio-Auswahl“ |                      |
| 1990 | Merton H. Miller (1923–2000)     | Vereinigte Staaten                                              | „Für seine grundlegenden wissenschaftlichen Beiträge zur Theorie der Unternehmensfinanzen“ |                      |
| 1990 | William F. Sharpe (* 1934)       | Vereinigte Staaten                                              | „Für seine grundlegenden Beiträge zur wissenschaftlichen Theorie der Preisbildung für Finanzfragen“ | William Sharpe       |
| 1991 | Ronald Coase (1910–2013)         | Vereinigtes Königreich                                          | „Für seine Entdeckung und Klärung der Bedeutung der sogenannten Transaktionskosten und der Verfügungsrechte für die institutionelle Struktur und das Funktionieren der Wirtschaft“ (siehe auch: Coase-Theorem) | Ronald Coase         |
| 1992 | Gary Becker (1930–2014)          | Vereinigte Staaten                                              | „Für seine Ausdehnung der mikroökonomischen Theorie auf einen weiten Bereich menschlichen Verhaltens und menschlicher Zusammenarbeit“                                                                          | Gary Becker          |
| 1993 | Robert Fogel (1926–2013)         | Vereinigte Staaten                                              | „Für ihre Erneuerung der wirtschaftsgeschichtlichen Forschung durch Anwendung ökonomischer Theorie und quantitativer Methoden, um wirtschaftlichen und institutionellen Wandel zu erklären“                    | Robert Fogel         |
| 1993 | Douglass North (1920–2015)       | Vereinigte Staaten                                              | „Für ihre Erneuerung der wirtschaftsgeschichtlichen Forschung durch Anwendung ökonomischer Theorie und quantitativer Methoden, um wirtschaftlichen und institutionellen Wandel zu erklären“                    | Douglass North       |
| 1994 | John Harsanyi (1920–2000)        | Vereinigte Staaten (geb. in Budapest, Ungarn)                   | „Für ihre grundlegende Analyse des Gleichgewichts in nicht-kooperativer Spieltheorie“ |                      |
| 1994 | John Forbes Nash Jr. (1928–2015) | Vereinigte Staaten                                              | „Für ihre grundlegende Analyse des Gleichgewichts in nicht-kooperativer Spieltheorie“ | John Forbes Nash Jr. |
| 1994 | Reinhard Selten (1930–2016)      | Deutschland                                                     | „Für ihre grundlegende Analyse des Gleichgewichts in nicht-kooperativer Spieltheorie“ | Reinhard Selten      |
| 1995 | Robert E. Lucas (1937–2023)      | Vereinigte Staaten                                              | „Für seine Formulierung der Theorie rationaler Erwartungen über das Verhalten der verschiedenen Teilnehmer am wirtschaftlichen Geschehen“                                                                      | Robert E. Lucas      |
| 1996 | James Mirrlees (1936–2018)       | Vereinigtes Königreich                                          | „Für ihre grundlegenden Beiträge zur ökonomischen Theorie von Anreizen bei unterschiedlichen Graden von Information der Marktteilnehmer“                                                                       | James Mirrlees       |
| 1996 | William Vickrey (1914–1996)      | Vereinigte Staaten (geb. in Victoria, British Columbia, Kanada) | „Für ihre grundlegenden Beiträge zur ökonomischen Theorie von Anreizen bei unterschiedlichen Graden von Information der Marktteilnehmer“                                                                       |                      |
| 1997 | Robert C. Merton (* 1944)        | Vereinigte Staaten                                              | „Für ihre Ausarbeitung einer mathematischen Formel zur Bestimmung von Optionswerten an der Börse“ (Black-Scholes-Modell)                                                                                       | Robert C. Merton     |
| 1997 | Myron S. Scholes (* 1941)        | Vereinigte Staaten (geb. in Timmins, Ontario, Kanada)           | „Für ihre Ausarbeitung einer mathematischen Formel zur Bestimmung von Optionswerten an der Börse“ (Black-Scholes-Modell)                                                                                       | Myron Scholes        |
| 1998 | Amartya Sen (* 1933)             | Indien                                                          | „Für seine grundlegenden theoretischen Beiträge zur Wohlfahrtsökonomie, u. a. in Entwicklungsländern“ | Amartya Sen          |
| 1999 | Robert Mundell (1932–2021)       | Kanada                                                          | „Für seine Analyse der Geld- und Fiskalpolitik in verschiedenen Wechselkurssystemen und für seine Analyse optimaler Währungsgebiete“                                                                           | Robert Mundell       |

## 2000er Jahre
| Jahr | Person oder Einrichtung          | Land                                                                 | Begründung für die Preisvergabe | Bild                 |
| ---- | -------------------------------- | -------------------------------------------------------------------- | --- | -------------------- |
| 2000 | James Heckman (* 1944)           | Vereinigte Staaten                                                   | „Für die Entwicklung von Theorien und Methoden zur Analyse selektiver Stichproben“                                                                                     | James Heckman        |
| 2000 | Daniel McFadden (* 1937)         | Vereinigte Staaten                                                   | „Für die Entwicklung von Theorien und Methoden zur Analyse diskreter Wahlentscheidungen“                                                                               | Daniel McFadden      |
| 2001 | George A. Akerlof (* 1940)       | Vereinigte Staaten                                                   | „Für ihre Analyse von Märkten mit asymmetrischer Information“ | George A. Akerlof    |
| 2001 | A. Michael Spence (* 1943)       | Vereinigte Staaten                                                   | „Für ihre Analyse von Märkten mit asymmetrischer Information“ | A. Michael Spence    |
| 2001 | Joseph E. Stiglitz (* 1943)      | Vereinigte Staaten                                                   | „Für ihre Analyse von Märkten mit asymmetrischer Information“ | Joseph E. Stiglitz   |
| 2002 | Daniel Kahneman (1934–2024)      | Vereinigte Staaten / Israel (geb. in Tel Aviv)                       | „Für das Einführen von Einsichten der psychologischen Forschung in die Wirtschaftswissenschaft, besonders bezüglich Beurteilungen und Entscheidungen bei Unsicherheit“ | Daniel Kahneman      |
| 2002 | Vernon L. Smith (* 1927)         | Vereinigte Staaten                                                   | „Für den Einsatz von Laborexperimenten als Werkzeug in der empirischen ökonomischen Analyse, insbesondere in Studien unterschiedlicher Marktmechanismen“               | Vernon L. Smith      |
| 2003 | Robert F. Engle (* 1942)         | Vereinigte Staaten                                                   | „Für Methoden zur Analyse ökonomischer Zeitreihen mit zeitlich variabler Volatilität (ARCH-Modell)“                                                                    | Robert F. Engle      |
| 2003 | Clive W. J. Granger (1934–2009)  | Vereinigtes Königreich                                               | „Für Methoden zur Analyse ökonomischer Zeitreihen mit gemeinsam veränderlichen Trends (Kointegration)“                                                                 | Clive W. J. Granger  |
| 2004 | Finn E. Kydland (* 1943)         | Norwegen                                                             | „Für ihre Beiträge zur dynamischen Makroökonomik: Die Zeitkonsistenz von Wirtschaftspolitik und die treibende Kraft von Konjunkturzyklen“                              | Finn E. Kydland      |
| 2004 | Edward C. Prescott (1940–2022)   | Vereinigte Staaten                                                   | „Für ihre Beiträge zur dynamischen Makroökonomik: Die Zeitkonsistenz von Wirtschaftspolitik und die treibende Kraft von Konjunkturzyklen“                              | Edward C. Prescott   |
| 2005 | Robert Aumann (* 1930)           | Israel / Vereinigte Staaten (geb. in Frankfurt am Main, Deutschland) | „Für ihre grundlegenden Beiträge zur Spieltheorie und zum besseren Verständnis von Konflikt und Kooperation“                                                           | Robert Aumann        |
| 2005 | Thomas Schelling (1921–2016)     | Vereinigte Staaten                                                   | „Für ihre grundlegenden Beiträge zur Spieltheorie und zum besseren Verständnis von Konflikt und Kooperation“                                                           | Thomas Schelling     |
| 2006 | Edmund S. Phelps (* 1933)        | Vereinigte Staaten                                                   | „Für seine Analyse intertemporaler Zielkonflikte in makroökonomischer Politik“                                                                                         | Edmund S. Phelps     |
| 2007 | Leonid Hurwicz (1917–2008)       | Vereinigte Staaten (geb. in Moskau, Russland)                        | „Für die Entwicklung der Grundlagen des Mechanism Design“ | Leonid Hurwicz       |
| 2007 | Eric S. Maskin (* 1950)          | Vereinigte Staaten                                                   | „Für die Entwicklung der Grundlagen des Mechanism Design“ | Eric S. Maskin       |
| 2007 | Roger B. Myerson (* 1951)        | Vereinigte Staaten                                                   | „Für die Entwicklung der Grundlagen des Mechanism Design“ | Roger B. Myerson     |
| 2008 | Paul Krugman (* 1953)            | Vereinigte Staaten                                                   | „Für die Analysen der Handelsmuster und Räume wirtschaftlicher Aktivität“                                                                                              | Paul Krugman         |
| 2009 | Elinor Ostrom (1933–2012)        | Vereinigte Staaten                                                   | „Für ihre Analyse ökonomischen Handelns im Bereich Gemeinschaftsgüter“                                                                                                 | Elinor Ostrom        |
| 2009 | Oliver E. Williamson (1932–2020) | Vereinigte Staaten                                                   | „Für seine Analyse ökonomischen Handelns im firmeninternen Bereich“ | Oliver E. Williamson |

## 2010er Jahre
| Jahr | Person oder Einrichtung         | Land                                        | Begründung für die Preisvergabe                                                                         | Bild                      |
| ---- | ------------------------------- | ------------------------------------------- | --- | ------------------------- |
| 2010 | Peter A. Diamond (* 1940)       | Vereinigte Staaten                          | „Für ihre Analyse von Märkten mit Friktion“                                                             | Peter A. Diamond          |
| 2010 | Dale Mortensen (1939–2014)      | Vereinigte Staaten                          | „Für ihre Analyse von Märkten mit Friktion“                                                             | Dale Mortensen            |
| 2010 | Christopher Pissarides (* 1948) | Vereinigtes Königreich / Zypern             | „Für ihre Analyse von Märkten mit Friktion“                                                             | Christopher Pissarides    |
| 2011 | Thomas Sargent (* 1943)         | Vereinigte Staaten                          | „Für ihre empirische Untersuchung von Ursache und Wirkung in der Makroökonomie“                         | Thomas Sargent            |
| 2011 | Christopher Sims (* 1942)       | Vereinigte Staaten                          | „Für ihre empirische Untersuchung von Ursache und Wirkung in der Makroökonomie“                         | Christopher Sims          |
| 2012 | Alvin E. Roth (* 1951)          | Vereinigte Staaten                          | „Für die Theorie stabiler Verteilungen und die Praxis des Marktdesign“                                  | Alvin E. Roth             |
| 2012 | Lloyd S. Shapley (1923–2016)    | Vereinigte Staaten                          | „Für die Theorie stabiler Verteilungen und die Praxis des Marktdesign“                                  | Lloyd S. Shapley          |
| 2013 | Eugene Fama (* 1939)            | Vereinigte Staaten                          | „Für die empirische Analyse von Kapitalmarktpreisen“                                                    | Eugene Fama               |
| 2013 | Lars Peter Hansen (* 1952)      | Vereinigte Staaten                          | „Für die empirische Analyse von Kapitalmarktpreisen“                                                    | Lars Peter Hansen         |
| 2013 | Robert J. Shiller (* 1946)      | Vereinigte Staaten                          | „Für die empirische Analyse von Kapitalmarktpreisen“                                                    | Robert J. Shiller         |
| 2014 | Jean Tirole (* 1953)            | Frankreich                                  | „Für seine Analyse der Macht und der Regulierung der Märkte“                                            | Jean Tirole               |
| 2015 | Angus Deaton (* 1945)           | Vereinigtes Königreich / Vereinigte Staaten | „Für seine Analyse von Konsum, Armut und Sozialstaat“                                                   | Angus Deaton              |
| 2016 | Oliver Hart (* 1948)            | Vereinigte Staaten                          | „Für ihre Beiträge zur Vertragstheorie“                                                                 | Oliver Hart               |
| 2016 | Bengt Holmström (* 1949)        | Finnland                                    | „Für ihre Beiträge zur Vertragstheorie“                                                                 | Bengt Holmström           |
| 2017 | Richard Thaler (* 1945)         | Vereinigte Staaten                          | „Für seine Beiträge zur Verhaltensökonomik“                                                             | Richard Thaler            |
| 2018 | William D. Nordhaus (* 1941)    | Vereinigte Staaten                          | „für die Integration des Klimawandels in langfristige makroökonomische Analysen“                        | William D. Nordhaus, 2018 |
| 2018 | Paul Romer (* 1955)             | Vereinigte Staaten                          | „für die Integration technischer Innovationen in langfristige makroökonomische Analysen“ (Romer-Modell) | Paul Romer, 2005          |
| 2019 | Abhijit Banerjee (* 1961)       | Vereinigte Staaten (geb. in Bombay, Indien) | „Für ihren experimentellen Ansatz zur Bekämpfung der weltweiten Armut“                                  | Abhijit Banerjee          |
| 2019 | Esther Duflo (* 1972)           | Frankreich / Vereinigte Staaten             | „Für ihren experimentellen Ansatz zur Bekämpfung der weltweiten Armut“                                  | Esther Duflo              |
| 2019 | Michael Kremer (* 1964)         | Vereinigte Staaten                          | „Für ihren experimentellen Ansatz zur Bekämpfung der weltweiten Armut“                                  | Michael Kremer            |

## 2020er Jahre
| Jahr | Person oder Einrichtung     | Land                                      | Begründung für die Preisvergabe                                                          | Bild               |
| ---- | --------------------------- | ----------------------------------------- | ---------------------------------------------------------------------------------------- | ------------------ |
| 2020 | Paul Milgrom (* 1948)       | Vereinigte Staaten                        | „Für Verbesserungen der Auktionstheorie und die Erfindung neuer Auktionsformate“         | Paul Milgrom       |
| 2020 | Robert B. Wilson (* 1937)   | Vereinigte Staaten                        | „Für Verbesserungen der Auktionstheorie und die Erfindung neuer Auktionsformate“         |                    |
| 2021 | David Card (* 1956)         | Kanada Vereinigte Staaten                 | „für seine empirischen Beiträge zur Arbeitsökonomie“                                     | David Card         |
| 2021 | Joshua Angrist (* 1960)     | Vereinigte Staaten Israel                 | „für ihre methodologischen Beiträge zur Analyse kausaler Beziehungen“                    | Joshua Angrist     |
| 2021 | Guido Imbens (* 1963)       | Niederlande Vereinigte Staaten            | „für ihre methodologischen Beiträge zur Analyse kausaler Beziehungen“                    | Guido Imbens       |
| 2022 | Ben Bernanke (* 1953)       | Vereinigte Staaten                        | „für Forschung zu Banken und Finanzkrisen“                                               | Ben Bernanke       |
| 2022 | Douglas W. Diamond (* 1953) | Vereinigte Staaten                        | „für Forschung zu Banken und Finanzkrisen“                                               | Douglas W. Diamond |
| 2022 | Philip Dybvig (* 1955)      | Vereinigte Staaten                        | „für Forschung zu Banken und Finanzkrisen“                                               | Philip Dybvig      |
| 2023 | Claudia Goldin (* 1946)     | Vereinigte Staaten                        | „weil sie unser Verständnis der Arbeitsmarktergebnisse von Frauen verbessert hat“        | Claudia Goldin     |
| 2024 | Daron Acemoğlu (* 1967)     | Türkei Vereinigte Staaten                 | „für Studien darüber, wie Institutionen gebildet werden und den Wohlstand beeinflussen.“ | Daron Acemoglu     |
| 2024 | Simon Johnson (* 1963)      | Vereinigtes Königreich Vereinigte Staaten | „für Studien darüber, wie Institutionen gebildet werden und den Wohlstand beeinflussen.“ | Simon Johnson      |
| 2024 | James A. Robinson (* 1960)  | Vereinigtes Königreich Vereinigte Staaten | „für Studien darüber, wie Institutionen gebildet werden und den Wohlstand beeinflussen.“ | James A. Robinson  |

| 1960 • 1970 • 1980 • 1990 • 2000 • 2010 • 2020 |

## Statistik
In den 55 Verleihungen von 1969 bis 2023 wurden insgesamt 93 Wirtschaftsnobelpreise vergeben. Davon gingen 90 an Männer und 3 an Frauen (2009, 2019 und 2023). 26 Mal wurde der Preis ungeteilt an eine Person vergeben, 17 Mal wurde er auf zwei Personen aufgeteilt und 9 Mal wurden drei Preisträger gekürt. Bisher wurde noch niemand mehrfach mit dem Wirtschaftsnobelpreis ausgezeichnet und es wurde seit der Einführung noch nie auf eine Preisverleihung verzichtet.
Der älteste Preisträger war Leonid Hurwicz (2007; 90 Jahre alt zum Zeitpunkt der Verleihung), die jüngste Preisträgerin Esther Duflo (2019; 46 Jahre alt).

### Verteilung nach Ländern
Die deutliche Mehrheit der Preisträger stammt aus den Vereinigten Staaten, gefolgt von Großbritannien, Norwegen, Frankreich und Schweden.
Preisträger, die zum Zeitpunkt der Verleihung Staatsbürger zweier Länder waren, werden hier bei beiden Ländern halb gezählt.
| Nation                 | Anzahl der Verleihungen |
| ---------------------- | ----------------------- |
| Vereinigte Staaten     | 065,5,0                 |
| Vereinigtes Königreich | 10,0                    |
| Norwegen               | 03,0                    |
| Frankreich             | 02,5                    |
| Schweden               | 02,0                    |
| Israel                 | 01,5                    |
| Kanada                 | 01,5                    |
| Niederlande            | 01,5                    |
| Deutschland            | 01,0                    |
| Finnland               | 01,0                    |
| Indien                 | 01,0                    |
| Sowjetunion            | 01,0                    |
| Türkei                 | 00,5                    |
| Zypern                 | 00,5                    |